# Halozetes
Halozetes is een geslacht van mijten uit de familie van de Ameronothridae. Het geslacht werd in 1916 opgericht door Antonio Berlese.
Dit geslacht komt voor aan de kust van Antarctica en op de sub-Antarctische eilanden in de Zuidelijke Oceaan; de meest noordelijk voorkomende soort, Halozetes capensis, is aangetroffen aan de kust van Zuid-Afrika.

## Soorten
- Halozetes antarctica Dalenius, 1958
- Halozetes bathamae Luxton, 1984
- Halozetes belgicae (Michael, 1903)
- Halozetes capensis Coetzee & Marshall, 2003
- Halozetes crozetensis (Richters, 1907)
- Halozetes intermedius Wallwork, 1963
- Halozetes macquariensis (Dalenius & Wilson, 1958)
- Halozetes marinus (Lohmann, 1907)
- Halozetes otagoensis Hammer, 1966
- Halozetes plumosus Wallwork, 1966